# Sousândrade
Joaquim de Sousa Andrade, mais conhecido por Sousândrade (Guimarães, 9 de julho de 1833 – São Luís, Maranhão, 21 de abril de 1902), foi um poeta e escritor brasileiro identificado com o romantismo e considerado precursor da poesia moderna no Brasil. Sua obra, marcada pelo nacionalismo, pela temática social, pela nostalgia e pelo emprego de neologismos e estrangeirismos não alcançou o devido reconhecimento em vida, sendo redescoberta apenas na década de 1960 após um ensaio dos irmãos Augusto e Haroldo de Campos, intitulado "Revisão de Sousândrade".

## Biografia
Formou-se em Letras pela Sorbonne, em Paris, onde fez também o curso de engenharia de minas.
Republicano convicto e militante, transferiu-se, em 1870, para os Estados Unidos.
Publicou seu primeiro livro de poesia, Harpas Selvagens, em 1857. Viajou por vários países até fixar-se nos Estados Unidos em 1871, onde publicou a obra poética O Guesa, em que utiliza recursos expressivos como a criação de neologismos e de metáforas vertiginosas, que só foram valorizados muito depois de sua morte, sucessivamente ampliada e corrigida nos anos seguintes. No período de 1871 a 1879 foi secretário e colaborador do periódico O Novo, dirigido por José Carlos Rodrigues, em Nova York (EUA).
De volta ao Maranhão, aderiu com entusiasmo à proclamação da República do Brasil em 1889. Em 1890 foi presidente da Intendência Municipal de São Luís. Realizou a reforma do ensino, fundou escolas mistas e idealizou a bandeira do Estado, garantindo que suas cores representassem todas as raças ou etnias que construíram sua história. Foi candidato a senador, em 1890, mas desistiu antes da eleição. No mesmo ano foi presidente da Comissão de preparação do projeto da Constituição Maranhense.
Morreu em São Luís, abandonado, na miséria e considerado louco. Sua obra foi esquecida durante décadas.
Resgatada no início da década de 1960 pelos poetas Augusto de Campos, Haroldo de Campos e Décio Pignatari revelou-se uma das obras mais originais e instigantes de todo o nosso Romantismo, precursora das vanguardas históricas.
Em 1877, escreveu: Ouvi dizer já por duas vezes que o Guesa Errante será lido 50 anos depois; entristeci - decepção de quem escreve 50 anos antes.